# Gauliga Bayern 1934/35
De Gauliga Bayern 1934/35 was het tweede voetbalkampioenschap van de Gauliga Bayern. SpVgg Fürth werd kampioen en plaatste zich voor de eindronde om de Duitse landstitel, waar de club in de groepsfase uitgeschakeld werd.

## Eindstand
| Plaats | Club                  | Wed. | W  | G | V  | Saldo | Ptn.  |
| ------ | --------------------- | ---- | -- | - | -- | ----- | ----- |
| 1.     | SpVgg Fürth           | 20   | 12 | 4 | 4  | 38:21 | 28:12 |
| 2.     | 1. FC Nürnberg        | 20   | 9  | 7 | 4  | 43:26 | 25:15 |
| 3.     | 1. FC Schweinfurt 05  | 20   | 9  | 7 | 4  | 42:29 | 25:15 |
| 4.     | FC Bayern München     | 20   | 9  | 6 | 5  | 49:31 | 24:16 |
| 5.     | TSV 1860 München      | 20   | 8  | 5 | 7  | 36:30 | 21:19 |
| 6.     | FC Wacker München     | 20   | 7  | 4 | 9  | 36:38 | 18:22 |
| 7.     | ASV 1928 Nürnberg     | 20   | 6  | 5 | 9  | 31:41 | 17:23 |
| 8.     | BC Augsburg           | 20   | 6  | 5 | 9  | 34:46 | 17:23 |
| 9.     | SpVgg Weiden          | 20   | 6  | 5 | 9  | 36:59 | 17:23 |
| 10.    | SSV Jahn Regensburg   | 20   | 4  | 7 | 9  | 33:55 | 15:25 |
| 11.    | SSV Schwaben Augsburg | 20   | 4  | 5 | 11 | 31:53 | 13:27 |

|  | Kampioen, geplaatst voor nationale eindronde |
|  | Degradatie naar Bezirksliga                  |

## Promotie-eindronde

### Groep Noord
| Plaats | Club                   | Wed. | Saldo | Ptn. |
| ------ | ---------------------- | ---- | ----- | ---- |
| 1.     | 1. FC Bayreuth         | 4    | 12:8  | 6:2  |
| 2.     | SpVgg Erlangen         | 4    | 9:7   | 4:4  |
| 3.     | Viktoria Aschaffenburg | 4    | 8:14  | 2:6  |

|  | Promotie naar Gauliga Bayern 1935/36 |

### Groep Zuid
| Plaats | Club                | Wed. | Saldo | Ptn. |
| ------ | ------------------- | ---- | ----- | ---- |
| 1.     | 1. FC München       | 4    | 8:8   | 5:3  |
| 2.     | Union Augsburg      | 4    | 11:8  | 4:4  |
| 3.     | Walhalla Regensburg | 4    | 5:8   | 3:5  |